# Реал Мурсия Империал
«Реал Мурсия Империал» (исп. Real Murcia Imperial CF) — испанский футбольный клуб из города Мурсия, в провинции и автономном сообществе Мурсия, резервная команда клуба «Реал Мурсия». Клуб основан в 1924 году, домашние матчи проводит на стадионе «Сантьяго Эль Майор», вмещающем 1 000 зрителей. В Примере команда никогда не выступал, лучшим результатом является 8-е место в Сегунде в сезоне 1939/40. В сезонах 2008/09 и 2009/10 клуб выступал в Сегунде B, но после того, как главная команда вылетела в Сегунду B, «Реал Мурсия Империал» по регламенту испанского чемпионата отправился в более низкий дивизион.

## Прежние названия
- 1922—1940 — «Империал Мурсия Депортиво FC»
- 1940—1993 — «Империал Мурсия CF»
- 1993 — «Реал Мурсия Империал CF»

## Сезоны по дивизионам
- Сегунда — 1 сезон.
- Сегунда B — 2 сезона
- Терсера — 64 сезона
- Региональные лиги — 10 сезонов